# Antidoping
Antidoping est un groupe de reggae mexicain, originaire de Coyoacán, dans l'État de Mexico.

## Histoire
Le groupe est formé durant l'été 1992 à Coyoacán, au Mexique, par Pedro and Manuel Apodaca. Son style musical est un mélange de roots reggae et de ska avec des rythmes des Caraïbes. Le groupe est un membre actif du mouvement reggae Razteca au Mexique, partageant à plusieurs occasions la scène avec Israel Vibration, Alpha Blondy ou Manu Chao, lors de concerts rassemblant jusqu'à 18 000 spectateurs. Antidoping a également fait plusieurs tournées en Europe.

## Membres
- Ariel Almeida - basse
- Pedro Apodaca - batterie
- Manuel Apodaca - clavier
- Fernando Castañeda - cuivre
- Julio Flores - guitare
- Jacobo Govea - percussions
- José Grela - chant, cuivre
- Juan Nuñez - trombone
- Pablo Salas - saxophone